# Борисенко Денис Петрович
Борисе́нко Дени́с Петро́вич (1888, село Горнянка, Ніжинський повіт, Чернігівська губернія — †22 листопада 1921, містечко Базар, Базарська волость, Овруцький повіт, Волинська губернія) — скарбник 4-го куреня 2-ї бригади 4-ї Київської дивізії Армії УНР, Герой Другого Зимового походу.

## Біографія
Народився у 1888 році у селі Горнянка Ніжинського повіту Чернігівської губернії в українській селянській родині.
Закінчив писарські курси і курси військових чиновників.
Працював конторником.
Не входив до жодної партії.
В 1918 році працював діловодом полку Синьої дивізії.
Під час Другого Зимового походу — скарбник 4-го куреня 2-ї бригади 4-ї Київської дивізії.
Потрапив у полон 16 листопада 1921 під селом Малі Миньки.
Розстріляний більшовиками 22 листопада 1921 року у місті Базар.
Реабілітований 25 березня 1998 року.

## Вшанування пам'яті
- Його ім'я вибите серед інших на Меморіалі Героїв Базару.